# Mnesarete smaragdina
Mnesarete smaragdina – gatunek ważki z rodziny świteziankowatych (Calopterygidae). Występuje na terenie Ameryki Południowej.